# Škocjanski zatok
Škocjanski zatok (Stramarski zaliv) je naravni rezervat, ki se nahaja v neposredni bližini Kopra in predstavlja preostanek morja, ki je nekoč obdajalo mesto.
Škocjanski zatok je bil nekoč morski zaliv, ki sta ga počasi zasipavali rečici Badaševica in Rižana in se je zamočviril. Tu se mešata slana in sladka vode- somornica. Na tem območju so se križali interesi zagovornikov okolja in zagovornikov zasipavanja in urbanizacije. Sestavljata ga polslana laguna, obdana s slanoljubnimi rastlinami, plitvinami in polji, na katerih se razraščajo različne vrste slanuš ter sladkovodno močvirje z močvirskimi travniki in odprto vodno površino, obdano s trstičjem in toploljubim grmovjem Bertoški bonifiki. To je največje polslano somornično mokrišče v Sloveniji. Rezervat je izjemnega pomena zaradi pestrosti rastlinskih in živalskih vrst.

## Naravni rezervat
Škocjanski zatok je največje polslano močvirje v Sloveniji, velikega ekološkega pomena ter izjemnih botaničnih, zooloških in krajinskih vrednot. Naravni rezervat Škocjanski zatok je sestavljen iz dveh delov - iz Bertoške bonifike, ki je sladkovodni del rezervata, in brakične lagune s plitvim in z blatnim dnom. Škocjanski zatok je prostorno vodno območje, ki preko celega leta ohranja velik ekološki pomen. Z vidika biodiverzitete predstavlja življenjsko okolje za 41 % vseh dvoživk v Sloveniji, 55 % vseh zabeleženih vrst ptic in 36 % vseh živečih sesalcev v Sloveniji. Raznolikost živalskega in rastlinskega sveta omogočajo različne globine lagune in raznolikost habitatov, kot so močvirni travniki, plitvine, bazeni, reke itd. Škocjanski zatok je pomembno mednarodno postajališče pri selitvah ptic, in ker pozimi ne zamrzne, je za vodne ptice primerna lokacija za zimovanje, hranjenje, valjenje itd.

## Nastanek
Kako je Škocjanski zatok nastal, o tem je mogoče izvedeti iz pripovedi o izsuševanju in uničevanju zaliva zastajajoče vode in gradnje novega tovornega koprskega pristanišča. 
Nastanek Škocjanskega zaliva in kasneje zatoka je neposredno vezan na razvoj Kopra. Staro mesto Koper je bilo nekoč otok, ki je bil s solinami povezan s celino. O zatoku govorimo od leta 1957, ko je bil zgrajen 900 metrov dolg nasip od mesta Koper do izliva Rižane. Od tedaj pa do skorajšnjega zasutja v osemdesetih letih, se je vodna površina zmanjševala. Na območju lagune kljub vsemu ni zrasla predvidena industrijska cona, ampak je bilo območje zaradi spoznanega naravovarstvenega pomena leta 1998 zavarovano z zakonom. Leto kasneje je bil sprejet Program varstva in razvoja naravnega rezervata, ki predvideva tako sanacijo naravnih razmer kot tudi ureditev rezervata za obisk javnosti. Konec leta 1999 je bila Društvu za opazovanje in proučevanje ptic Slovenije (DOPPS) podeljena koncesija za upravljanje rezervata.

## Živalstvo in rastlinstvo
Škocjanski zatok je plitva laguna, polzaprt sistem sladke in slane vode, ki iz globokega središčnega dela prehaja v cono muljastih tal. 
Muljaste plitvine poraščajo sestoji slanoljubnih rastlin slanuše. Posebnost zatoka je trstičevje, poleg katerega uspevajo še halofitne vrste. Obmorska triroglja ima edino nahajališče v trstišču zatoka v Sloveniji. Za rastline morskega obrežja so najbolj ugodne razmere takrat, kadar je meja med kopnim in morjem široka in obala plitva, takšna naravna rastišča pa so redka. V zatoku pa so tudi številne ptice. V obdobju od leta 1979 do 2000 je bilo opaženih 200 različnih vrst ptic, med njimi 75 gnezdilk in 125 vrst med selitvijo. Med bolj ogroženimi so tudi mala bobnarica ali čapljica (Ixobrychus minutus), kvakač ali nočna čaplja (Nycticorax nycticorax), čopasta čaplja (Ardeola ralloides), grahasta tukalica (Porzana porzana), močvirski martinec (Tringa glareola), črnoglavi galeb (Larus melanocephalus), tamariskovka (Acrocephalus melanopogon).

### Halofitne vrste na območju Škocjanskega zatoka
- Najbolj znan halofit na območju Škocjanskega zatoka je osočnik, pri katerem poznamo dve vrsti – Salicornia patula (navadni osočnik) in Salicornia veneta (beneški osočnik). Razlike med njima so dolgo let raziskovali. In sicer se te razlike opazijo pri položaju cvetov v kolencu, obliki oziroma debelini kolenc in v rasti. Oba osočnika po navadi rasteta na muljastih in poplavljenih tleh.
- V Škocjanskem zatoku najdemo tudi dve vrsti členkarjev. Bolj pogost je navadni členkar (Arthrocnemum furticosum), malo manj pogost pa je t. i. redkejši (v razpokah zidov), ki je nekoliko večji (Arthrocnemum glaucum).
- Ena od halofitov v Škocjanskem zatoku je tudi obrežna labodka (Suaeda maritima), katera na določenih predelih tvori monokulture.
- Najdemo tudi močvirske slanovke (Puccinellia palustris), katere je sicer malo. Ta se po navadi pojavlja skupaj z navadnim osočnikom.
- Gostocvetne pirnice ne štejemo med tipične halofitne vrste, saj nima vseh značilnosti halofitov.
- Na sušnih in pustih tleh pa najdemo kopjastolistno lobodo (Atriplex hastata), obmorsko nitnico (Spergularia marina) in pa travo zakrivljeno ozkorepko.
- Poznamo tudi šaše, v zatoku se pojavlja le obrežni šaš.
- Ena izmed najbolj zanimivih halofitnih rastlin pa se nahaja v trstičevju. To je obmorska triroglja (Trighlocin maritimum).
- Nato imamo tu še veliko halofitnih vrst, ki niso pogoste. To je npr. navadna mrežica (Limonium angustifolium), navadni lobodovec (Halimione portulacoides), obmorski oman(Inula vrithmoides) in solinke (Salsola soda).
- Tam, kjer so potopljena tla, uspeva bogatejša združba ozkolistne mrežice (Limoniteum venetum), ki je dobila ime po ozkolistni mrežici.
- V Škocjanskem zatoku najdemo tudi mlake v katerih najdemo rastline, prilagojene na slano območje. Takšna vrsta je obmorska rupija (Ruppia maritima), ki lahko uspeva samo v slanem okolju, kakršno je mlaka.

### Gnezda v Škocjanskem zatoku
Gnezda so večinoma narejena iz svežih ali suhih rastlin.
Gnezda črne liske lahko razdelimo na tri skupine. 
- Prva skupina so tista, katera imajo malo gradiva in so zelo nizka (do 10 cm). Taka gnezda ob dežju naplavi.
- Druga skupina so srednje velika gnezda, ploščata z veliko gradiva (visoka do 30 cm). Taka gnezda imajo tudi most, zgrajena so iz trstičja ali stebel in se skupaj s plimovanjem vode dvigajo gor in dol.
- Tretja skupina so zelo podobna drugi skupini gnezd, le da ta gnezda imajo še več gradiva. So tudi višja (do 35 cm) in širša (premer je lahko od 40 cm do enega metra). Tako kot prejšnja skupina gnezd imajo tudi ta gnezda most. Gnezda gradita samec in prav tako samica.